# Llaç de control
El llaç de control és el conjunt de dispositius capaços de realitzar un sistema de control automàtic. Està format per un element sensor, un element de control (on es configura setpoint, velocitat de resposta, integració, derivació, etc., depenent del que es vulgui controlar) i un element de sortida que és el controlat.
Els llaços de control generalment estan normalitzats, per exemple 4 mA a 20 mA o 0 V a 10 V, entre d'altres.

## Sistema de llaç de control obert
En aquests sistemes la variable controlada no es retroalimenta. La conformitat entre el valor assolit per la variable controlada i el seu valor de referència depèn del calibratge, i consisteix a establir una relació entre la variable manipulada i la variable controlada. Aquests sistemes sol són estris en absència de pertorbacions. En aquests sistemes de control la sortida no té efecte sobre l'acció de control, és a dir no es compara la sortida amb l'entrada de referència. Per tant, per a cada entrada de referència correspon una condició d'operació fixa. Així, la precisió del sistema depèn del calibratge i de l'operador la funció del qual serà la del controlat.

## Sistema de llaç de control tancat
Es denomina sistema de control de llaç tancat quan davant presència de pertorbacions, tendeix a reduir la diferència entre la sortida del sistema i el valor desitjat o "set point". El principi de funcionament consisteix a mesurar la variable controlada mitjançant els captadors o sensors, convertir-la en senyal i retroalimentar-la per comparar-la amb el senyal d'entrada de referència. La diferència entre aquesta i el senyal retroalimentat constitueix el senyal d'error, el qual és emprat per la Unitat de Control per calcular la variació a realitzar en la variable manipulada i mitjançant els accionadotes o actuadotes restablir la variable controlada en el seu valor de referència.